# SCAMP2
SCAMP2 (англ. Secretory carrier membrane protein 2) – білок, який кодується однойменним геном, розташованим у людей на короткому плечі 15-ї хромосоми. Довжина поліпептидного ланцюга білка становить 329 амінокислот, а молекулярна маса — 36 649.
| 10         |  | 20         |  | 30         |  | 40         |  | 50         |
| ---------- |  | ---------- |  | ---------- |  | ---------- |  | ---------- |
| MSAFDTNPFA |  | DPVDVNPFQD |  | PSVTQLTNAP |  | QGGLAEFNPF |  | SETNAATTVP |
| VTQLPGSSQP |  | AVLQPSVEPT |  | QPTPQAVVSA |  | AQAGLLRQQE |  | ELDRKAAELE |
| RKERELQNTV |  | ANLHVRQNNW |  | PPLPSWCPVK |  | PCFYQDFSTE |  | IPADYQRICK |
| MLYYLWMLHS |  | VTLFLNLLAC |  | LAWFSGNSSK |  | GVDFGLSILW |  | FLIFTPCAFL |
| CWYRPIYKAF |  | RSDNSFSFFV |  | FFFVFFCQIG |  | IYIIQLVGIP |  | GLGDSGWIAA |
| LSTLDNHSLA |  | ISVIMMVVAG |  | FFTLCAVLSV |  | FLLQRVHSLY |  | RRTGASFQQA |
| QEEFSQGIFS |  | SRTFHRAASS |  | AAQGAFQGN  |  |            |  |            |

A: Аланін

C: Цистеїн

D: Аспарагінова кислота

E: Глутамінова кислота

F: Фенілаланін

G: Гліцин

H: Гістидин

I: Ізолейцин

K: Лізин

L: Лейцин

M: Метіонін

N: Аспарагін

P: Пролін

Q: Глутамін

R: Аргінін

S: Серин

T: Треонін

V: Валін

W: Триптофан

Кодований геном білок за функцією належить до фосфопротеїнів. 
Задіяний у таких біологічних процесах, як транспорт, транспорт білків. 
Локалізований у мембрані, апараті гольджі, ендосомах.